# Euxoa laetificans
Euxoa laetificans là một loài bướm đêm trong họ Noctuidae.